# ATP Firenze
Il Torneo di Firenze è stato un torneo di tennis giocato nell'ambito dell'ATP Tour dal 1973 al 1994.
Il torneo si disputava a Firenze, in Italia, sui campi in terra rossa del Circolo del Tennis Firenze, all'interno del Parco delle Cascine.
Dal 1973 al 1989 si giocava la settimana precedente il Roland Garros; dal 1990 si giocava la settimana successiva. Nel 1995 è stato rimpiazzato dall'Oporto Open.

## Albo d'oro

### Singolare
| Anno | Nome del torneo                        | Vincitore             | Finalista             | Punteggio                |
| ---- | -------------------------------------- | --------------------- | --------------------- | ------------------------ |
| 1973 | Dunhill Florence                       | Ilie Năstase          | Adriano Panatta       | 6–3, 3–6, 0–6, 7–6, 6–4  |
| 1974 | Trofeo VAT 69                          | Adriano Panatta       | Paolo Bertolucci      | 6–3, 6–1                 |
| 1975 | Trofeo VAT 69                          | Paolo Bertolucci      | Georges Goven         | 6–3, 6–4                 |
| 1976 | Trofeo VAT 69                          | Paolo Bertolucci      | Patrick Proisy        | 6–7, 2–6, 6–3, 6–2, 10–8 |
| 1977 | Lotto-Spalding                         | Paolo Bertolucci      | John Feaver           | 6–4, 6–1, 7–5            |
| 1978 | Lotto-Spalding                         | José Luis Clerc       | Patrice Dominguez     | 6–4, 6–2, 6–1            |
| 1979 | Alitalia Firenze                       | Raúl Ramírez          | Karl Meiler           | 6–4, 1–6, 3–6, 7–5, 6–0  |
| 1980 | Alitalia Firenze                       | Adriano Panatta       | Raúl Ramírez          | 6–2, 2–6, 6–4            |
| 1981 | Alitalia Open                          | José Luis Clerc       | Raúl Ramírez          | 6–1, 6–2                 |
| 1982 | Florence Open                          | Vitas Gerulaitis      | Stefan Simonsson      | 4–6, 6–3, 6–1            |
| 1983 | Roger et Gallet Cup                    | Jimmy Arias           | Francesco Cancellotti | 6–1, 6–4                 |
| 1984 | Roger et Gallet Cup                    | Francesco Cancellotti | Jimmy Brown           | 6–3, 6–3                 |
| 1985 | Torneo Internazionale Roger et Gallet  | Sergio Casal          | Jimmy Arias           | 3–6, 6–3, 6–2            |
| 1986 | Torneo Internazionale Città di Firenze | Andrés Gómez          | Henrik Sundström      | 6–3, 6–4                 |
| 1987 | Torneo Internazionale Città di Firenze | Andrej Česnokov       | Alessandro De Minicis | 6–1, 6–3                 |
| 1988 | Torneo Internazionale Città di Firenze | Massimiliano Narducci | Claudio Panatta       | 3–6, 6–1, 6–4            |
| 1989 | Torneo Internazionale Città di Firenze | Horacio de la Peña    | Goran Ivanišević      | 6–4, 6–3                 |
| 1990 | Torneo Internazionale Città di Firenze | Magnus Larsson        | Lawson Duncan         | 6–7, 7–5, 6–0            |
| 1991 | Torneo Internazionale Città di Firenze | Thomas Muster         | Horst Skoff           | 6–2, 6(2)–7, 6–4         |
| 1992 | Trofeo Kim Top Line                    | Thomas Muster         | Renzo Furlan          | 6–3, 1–6, 6–1            |
| 1993 | Trofeo Kim Top Line                    | Thomas Muster         | Jordi Burillo         | 6–1, 7–5                 |
| 1994 | Torneo Internazionale Città di Firenze | Marcelo Filippini     | Richard Fromberg      | 3–6, 6–3, 6–3            |

### Doppio
| Anno | Vincitori                            | Finalisti                            | Punteggio     |               |
| ---- | ------------------------------------ | ------------------------------------ | ------------- | ------------- |
| 1973 | Paolo Bertolucci / Adriano Panatta   | Juan Gisbert / Ilie Năstase          | 6–3, 6–4      |               |
| 1974 | Paolo Bertolucci / Adriano Panatta   | Robert Machan / Balázs Taróczy       | 6–3, 3–6, 6–4 |               |
| 1975 | non disputato                        | non disputato                        | non disputato | non disputato |
| 1976 | Colin Dibley / Carlos Kirmayr        | Peter Szoke / Balázs Taróczy         | 5–7, 7–5, 7–5 |               |
| 1977 | Chris Lewis / Russell Simpson        | Iván Molina / Jairo Velasco, Sr.     | 2–6, 7–6, 6–2 |               |
| 1978 | Corrado Barazzutti / Adriano Panatta | Mark Edmondson / John Marks          | 6–3, 6–7, 6–3 |               |
| 1979 | Paolo Bertolucci / Adriano Panatta   | Ivan Lendl / Pavel Složil            | 6–4, 6–3      |               |
| 1980 | Gene Mayer / Raúl Ramírez            | Paolo Bertolucci / Adriano Panatta   | 6–1, 6–4      |               |
| 1981 | Raúl Ramírez / Pavel Složil          | Paolo Bertolucci / Adriano Panatta   | 6–3, 3–6, 6–3 |               |
| 1982 | Paolo Bertolucci / Adriano Panatta   | Sammy Giammalva Jr. / Tony Giammalva | 7–6, 6–1      |               |
| 1983 | Francisco González / Víctor Pecci    | Dominique Bedel / Bernard Fritz      | 4–6, 6–4, 7–6 |               |
| 1984 | Mark Dickson / Chip Hooper           | Bernard Mitton / Butch Walts         | 7–6, 4–6, 7–5 |               |
| 1985 | David Graham / Laurie Warder         | Bruce Derlin / Carl Limberger        | 6–1, 6–1      |               |
| 1986 | Sergio Casal / Emilio Sánchez        | Mike De Palmer / Gary Donnelly       | 6–4, 7–6      |               |
| 1987 | Wolfgang Popp / Udo Riglewski        | Paolo Canè / Gianni Ocleppo          | 6–4, 6–4      |               |
| 1988 | Javier Frana / Christian Miniussi    | Claudio Pistolesi / Horst Skoff      | 7–6, 6–4      |               |
| 1989 | Mike De Palmer / Blaine Willenborg   | Pietro Pennisi / Simone Restelli     | 4–6, 6–4, 6–4 |               |
| 1990 | Sergi Bruguera / Horacio de la Peña  | Luiz Mattar / Diego Pérez            | 3–6, 6–3, 6–4 |               |
| 1991 | Ola Jonsson / Magnus Larsson         | Juan Carlos Báguena / Carlos Costa   | 3–6, 6–1, 6–4 |               |
| 1992 | Marcelo Filippini / Luiz Mattar      | Royce Deppe / Brent Haygarth         | 6–4, 6–7, 6–4 |               |
| 1993 | Tomás Carbonell / Libor Pimek        | Mark Koevermans / Greg Van Emburgh   | 7–6, 2–6, 6–1 |               |
| 1994 | Jon Ireland / Kenny Thorne           | Neil Broad / Greg Van Emburgh        | 7–6, 6–3      |               |